# Jean-Baptiste Lagacé
Jean-Baptiste Lagacé, né à Montréal le 3 novembre 1868 et décédé à Montréal le 18 décembre 1946, fut le fondateur de la discipline de l’histoire de l’art, à Montréal et au Canada. Lagacé, qui était également artiste, a produit, de 1924 à 1944, des centaines d’aquarelles qui servaient de modèles pour la construction des chars des défilés de la Saint-Jean-Baptiste de Montréal. Il était aussi le concepteur d’une série de 36 tableaux (la première série imprimée en couleurs), qui étaient affichés dans les salles de classe de la Commission scolaire de Montréal, à partir de 1921, pour illustrer l’histoire du Canada enseignée aux élèves. Lagacé a également conçu, sous forme de dessins, les compositions des vitraux de la basilique Notre-Dame entre 1928 et 1929.

## Les années de formation
Jean-Baptiste Lagacé, marié à Églantine Castonguay en 1904, fait ses études primaires à l’École St-Laurent, puis son cours classique comme interne au Collège de Montréal, probablement de 1882 à 1885, pour le poursuivre au Collège Sainte-Marie, d’où il sort bachelier ès-arts à 23 ans en 1891. Pendant deux ans, de 1893 à 1895, Lagacé fréquente le cours de dessin d’Edmond Dyonnet à l’école de Montréal du Conseil des art et manufactures, au terme desquels il récolte, en avril 1895, un deuxième prix de dessin à main levée; l’année précédente, il s’était vu attribuer un prix et une mention honorable lors de la première exposition de la Société des arts du Canada de 1894. Au printemps 1895, Lagacé participe à l’exposition du salon de l’Art Association of Montreal, où il se consacrera pendant quatre ans (de 1895 à 1899) à l’étude du dessin et de la peinture avec pour professeur William Brymner.

## Les principales activités professionnelles de Lagacé[1]
Conférencier sur l’art

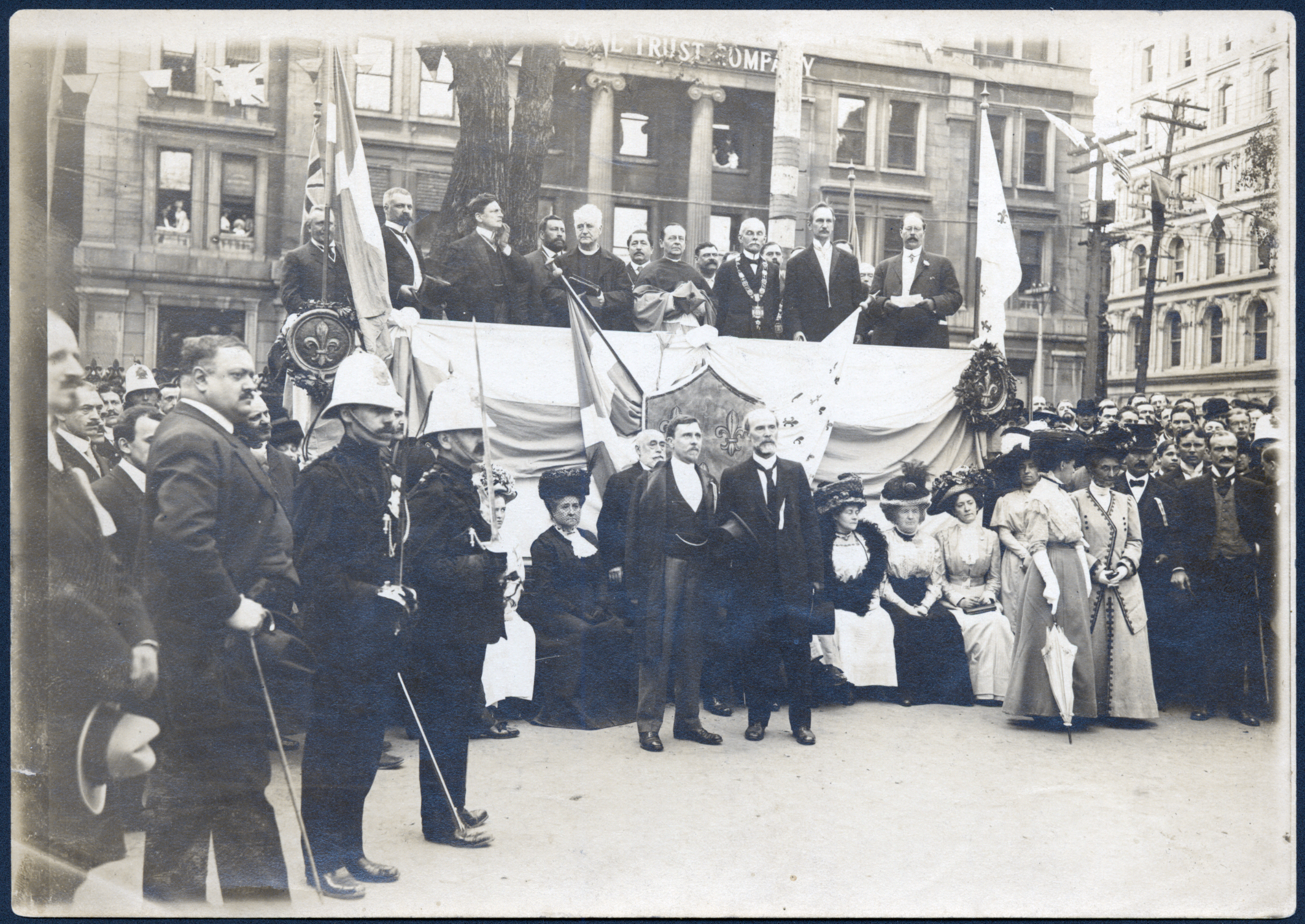
Le défilé de la Saint-Jean avec l’équipe de Lagacé, entre 1925 et 1934

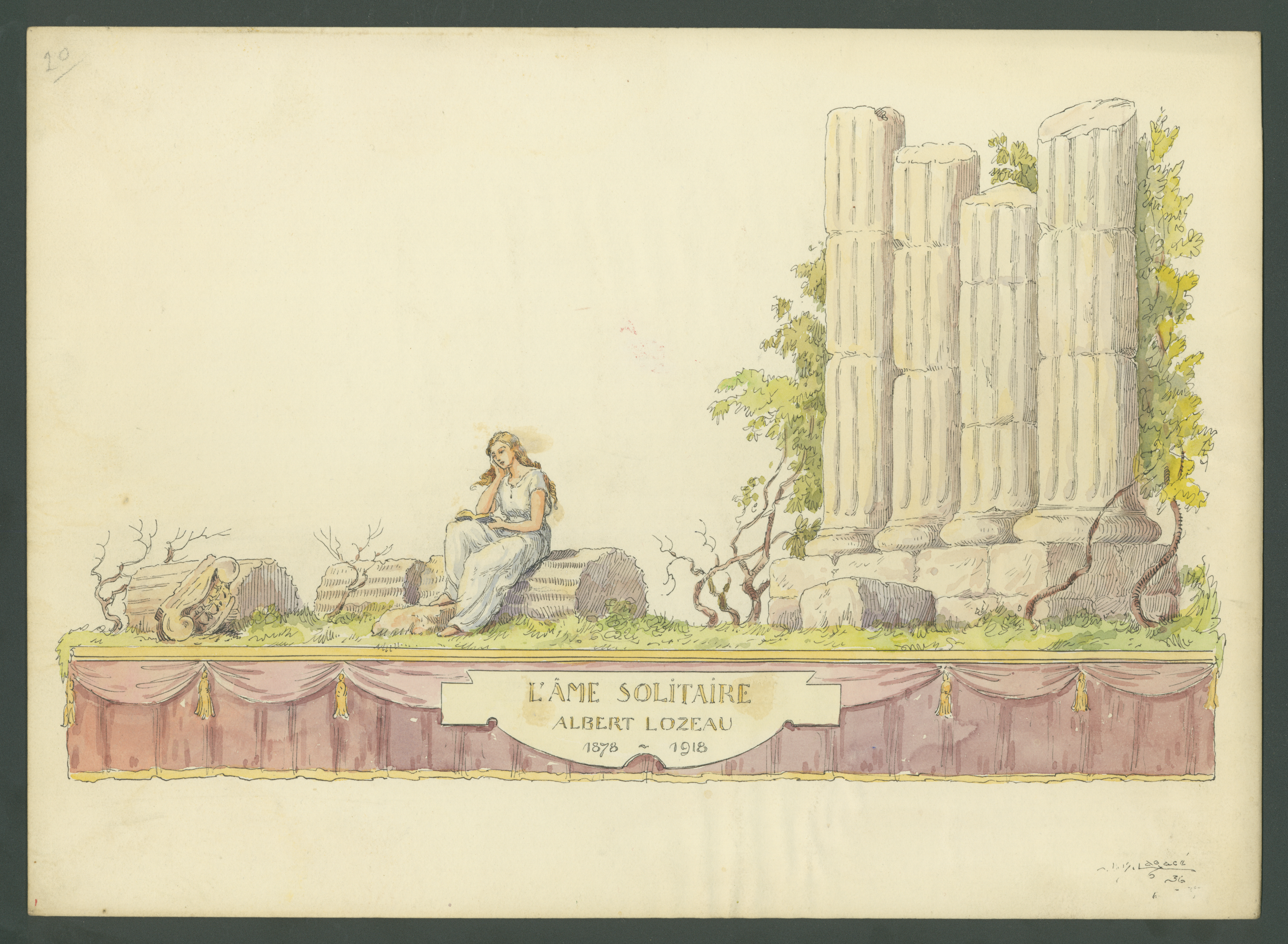
«L'âme solitaire», aquarelle de Jean-Baptiste Lagacé représentant le char 18 du défilé de la Saint-Jean-Baptiste de Montréal en 1936

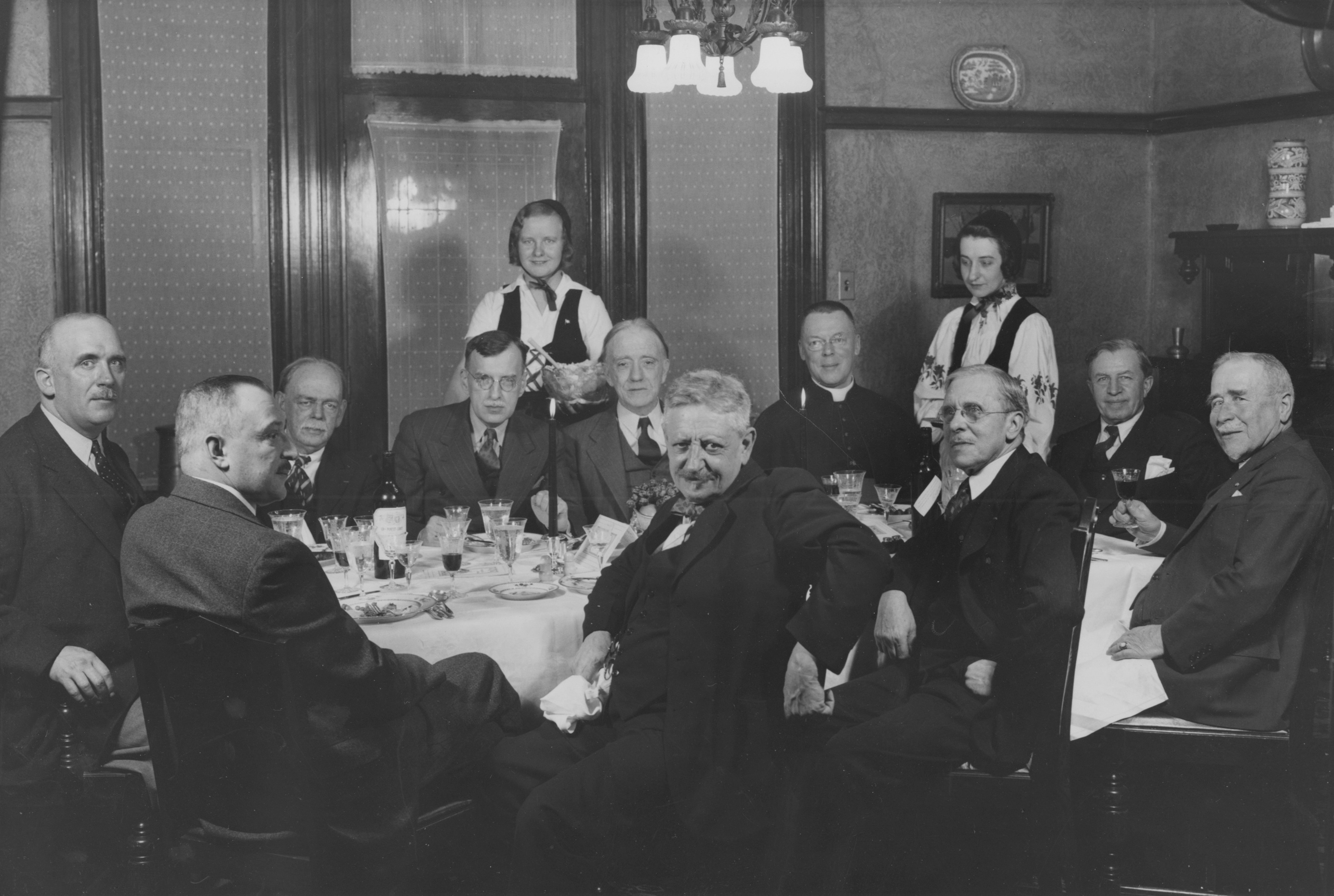
Réunion de la Fourchette joyeuse chez Léon Trépanier, 1938. On voit ici Jean-Baptiste Lagacé avec ses amis. De gauche à droite, en commençant par l’arrière : Émile Vaillancourt ; Aegidius Fauteux ; Honoré Parent ; Victor Doré ; Olivier Maurault ; Léon Trépanier ; Victor Morin ; Jean-Baptiste Lagacé ; Aristide Beaugrand-Champagne et Arthur Vallée.

- Conférencier public en esthétique et en histoire de l’art à partir des années 1890, notamment au Cercle Ville-Marie et à l’Union catholique

Illustrateur
- Entre 1898 et 1899, il réalise les illustrations de plusieurs poèmes de Louis Dantin, publiés sous le titre de Franges d'autel en août 1900[5].
- Illustrateur de contes dans des journaux et revues depuis au moins 1895[6]
- Illustrateur d’un manuel d’histoire du Canada avec Onésime-Aimé Léger (1923)

Professeur d’histoire de l’art
- Premier professeur d’histoire de l’art à l’Université Laval à Montréal, devenue l’Université de Montréal en 1920 (1904-1944)
- Premier professeur d’histoire de l’art au Monument national (1912-1944)
- Premier professeur d’histoire de l’art à l’École des beaux-arts de Montréal (1924-1936)

Professeur de dessin
- Professeur de dessin dans au moins cinq établissements éducatifs entre 1908 et 1928 (l’École Normale Jacques-Cartier ; l’École du Plateau ; l’Académie commerciale catholique, ainsi que l’École Polytechnique et l’École de chirurgie dentaire, toutes deux affiliées à l’UdeM)

Guide touristique
- Guide touristique dans Montréal

Aquarelliste
- Peintre de paysages ; exposition solo présentée à la Bibliothèque Saint-Sulpice en 1919
- Créateur de séries annuelles d’aquarelles pour les défilés de la Saint-Jean-Baptiste (1924-1944/46)
- Créateur de plusieurs séries de tableaux en couleurs illustrant des manuels d’histoire, dont une imprimée en 1915 et une en 1921

Concepteur de vitraux
- Créateur des vitraux historiés de la basilique Notre-Dame (1928-1929)

Inspecteur de l’enseignement du dessin
- Inspecteur de l’enseignement du dessin pour les classes du primaire et du secondaire de la Commission des écoles catholiques de Montréal (1928-1942) [7]

Écrivain
- Auteur de plus de quarante articles consacrés à l’art européen ou canadien, certains inédits, d’autres publiés dans des revues (1898-1943)
- Auteur de trois ouvrages, inédits de son vivant

## Quelques titres décernés à Lagacé
| 1904             | Agrégé de cours à l’Université Laval à Montréal                                                                       |
| 1904-1905        | Professeur agrégé à l’Université Laval à Montréal                                                                     |
| 1906-1907        | Professeur titulaire à l’Université Laval à Montréal                                                                  |
| 1917             | Maître ès-arts à l’Université Laval de Québec                                                                         |
| 1922             | Lauréat ès-arts (licence en lettres) à l’UdeM                                                                         |
| 1923             | Professeur à l’École des beaux-arts de Montréal                                                                       |
| 1924             | Officier d’Académie, nommé par le Ministère français de l’Instruction Publique et des Beaux-Arts. Palmes académiques. |
| 1925             | 1er diplôme Honoris Causa de guide touristique pour Montréal et ses environs                                          |
| 1928             | Directeur de l’enseignement du dessin à la Commission Scolaire de Montréal                                            |
| 1936             | 2e Doctorat Honoris Causa                                                                                             |
| 1936             | Titre de Doyen par l’âge de l’UdeM                                                                                    |
| 1944             | Professeur émérite, Faculté des lettres de l’UdeM                                                                     |
| 1945             | Membre de l’Ordre du Mérite Scolaire (3e degré), nommé par le Conseil de l’Instruction publique                       |
| vers 1944-1945 ? | Professeur émérite de la faculté des lettres de l’UdeM                                                                |